# Jo Gilis
Jo Gilis (Geel, 5 februari 2000) is een Belgische voetballer. Hij is een aanvallende middenvelder en speelt momenteel voor OH Leuven.

## Carrière
Jo Gilis speelde in zijn jeugd voetbal en squash en kroonde zich in die laatste sport tot Belgisch jeugdkampioen. Op dertienjarige leeftijd sloot hij zich aan bij de jeugdopleiding van Oud-Heverlee Leuven. In maart 2017 tekende hij een profcontract bij de club. In het seizoen 2017/18 maakte de achttienjarige Gilis in play-off II zijn officieel debuut voor de Leuvense club. Hij mocht toen van coach Nigel Pearson in de uitwedstrijd tegen Waasland-Beveren invallen voor ploeggenoot Nikola Storm. In het seizoen 2020/2021 speelt hij op huurbasis bij Lierse Kempenzonen.
Hij is de broer van Nele en Tinne Gilis, beiden actief in het squash.

## Statistieken
| Seizoen | Club                 | Land            | Competitie             | Competitie | Competitie | Beker | Beker | Supercup | Supercup | Europees | Europees | Totaal | Totaal |
| Seizoen | Club                 | Land            | Competitie             | Wed.       | Dlp.       | Wed.  | Dlp.  | Wed.     | Dlp.     | Wed.     | Dlp.     | Wed.   | Dlp.   |
| ------- | -------------------- | --------------- | ---------------------- | ---------- | ---------- | ----- | ----- | -------- | -------- | -------- | -------- | ------ | ------ |
| 2017/18 | Oud-Heverlee Leuven  | Vlag van België | Proximus League        | 5          | 0          | 0     | 0     | —        | —        | —        | —        | 5      | 0      |
| 2018/19 | Oud-Heverlee Leuven  | Vlag van België | Proximus League        | 1          | 0          | 0     | 0     | —        | —        | —        | —        | 1      | 0      |
| 2018/19 | → SC Eendracht Aalst | Vlag van België | Eerste klasse amateurs | 10         | 1          | 0     | 0     | —        | —        | —        | —        | 10     | 1      |
| 2019/20 | Oud-Heverlee Leuven  | Vlag van België | Proximus League        | 1          | 0          | 0     | 0     | —        | —        | —        | —        | 1      | 0      |
| 2020/21 | → Lierse Kempenzonen | Vlag van België | Proximus League        | 2          | 1          | 0     | 0     | —        | —        | —        | —        | 2      | 1      |
| TOTAAL  | TOTAAL               | TOTAAL          | TOTAAL                 | 19         | 2          | 0     | 0     | 0        | 0        | 0        | 0        | 19     | 2      |

1 Leysen ·
3 Shlomo ·
5 Ngawa ·
6 Dom ·
7 Thorsteinsson ·
8 Schrijvers ·
9 Brunes ·
10 Holzhauser ·
11 Banzuzi ·
13 Kiyine ·
14 Ricca ·
15 N'Dri ·
16 Prévot ·
17 Mueanta ·
18 Miguel ·
20 Mendyl ·
21 Opoku ·
22 Calut ·
23 Schingtienne ·
28 Pletinckx ·
33 Maertens  ·
37 Taildeman ·
38 Ravet ·
43 Nsingi ·
52 Sagrado ·
77 Vlietinck ·
88 Maziz ·
Coach: García